# Varam
Varam là một thị trấn thống kê (census town) của quận Kannur thuộc bang Kerala, Ấn Độ.

## Nhân khẩu
Theo điều tra dân số năm 2001 của Ấn Độ, Varam có dân số 14.739 người. Phái nam chiếm 46% tổng số dân và phái nữ chiếm 54%. Varam có tỷ lệ 81% biết đọc biết viết, cao hơn tỷ lệ trung bình toàn quốc là 59,5%: tỷ lệ cho phái nam là 84%, và tỷ lệ cho phái nữ là 78%. Tại Varam, 13% dân số nhỏ hơn 6 tuổi.